# Chris Stewart
Chris Stewart (1951) Faygate, Horsham Sussex. es un escritor y ex baterista del grupo musical inglés Genesis. 

## Genesis
Stewart entró en el puesto de batería del grupo Genesis en 1967, invitado por Peter Gabriel que iba a la misma escuela que Stewart. Por aquel entonces Genesis estaba liderada por Jonathan King, un joven algo mayor que ellos que había grabado un éxito llamado "Everyone's gone to the moon". King hacía las veces de mentor, mánager y productor. Incluso fue el que puso nombre definitivo a la banda.
El grupo compuso unas cuantas canciones que no fueron del agrado de King hasta que Peter y Tony con un estilo más parecido al de los Bee Gees escribieron Silent Sun, que animó a King a meterlos en un estudio de grabación para registrar el primer sencillo de Genesis en febrero de 1968.
La formación que lograría grabar el primer sencillo estaría compuesta por Peter Gabriel, Tony Banks, Anthony Phillips, Mike Rutherford y el propio Stewart.

### Trayectoria
Tras el segundo single, Chris salió de la banda por petición de King y del resto de los miembros de la banda que consideraban a Chris un batería deficiente. Peter Gabriel llegó a afirmar que Stewart "no era precisamente una máquina de seguir el ritmo".
Stewart continuó así con sus estudios. Su carrera en Genesis había sido, sobre todo, una diversión sin pretensiones profesionales.

## Vida en España
Los siguientes veinte años los pasó tocando en el circo de Sir Robert Fossett, esquilando ovejas en Suecia y trabajando en una granja de Sussex. Después viajó hasta China con el propósito de escribir una guía turística de viaje. También hizo un curso de aviación consiguiendo la licencia de piloto en Los Ángeles. Finalmente logró realizar su sueño, mudarse con su esposa Ana a un cortijo llamado "El Valero" en la ladera sur de Sierra Nevada, Granada en España, donde residen actualmente junto con su hija Chlöe. En este lugar ha escrito su best seller Entre limones.
En las elecciones municipales españolas del 27 de mayo de 2007, Stewart se presentó a concejal en la lista de los Verdes del municipio donde reside, Órgiva. en las que esta candidatura obtuvo un solo representante, (201 votos o aproximadamente el 8% de los sufragios).

## Obra literaria
En 1999 publicó Driving Over Lemons: An Optimist In Andalucia. En español se ha publicado con el título Entre limones por la editorial Almuzara. Es el relato de las experiencias del autor en España. Es divertido, dulce, extraño pero que deja un gusto indescriptible. 
Desde que escribió Entre limones, Chris, Ana —su mujer— y su hija Chloë continúan viviendo en un cortijo en las Alpujarras, con sus numerosos perros, gatos, pollos, una oveja, un loro misántropo. «El Valero» como así se llama su finca, es un auténtico parche de montaña lleno de aceitunas, almendros y limones, asentado en el lado equivocado de un río, con ninguna vía de acceso, ni abastecimiento de agua ni electricidad. 
Tras este libro ha publicado El loro en el limonero (A Parrot In The Pepper Tree), en 2002, y Los almendros en flor (The Almond Blossom Appreciation Society) en 2006.